# Три самурая вне закона
«Три самурая вне закона», (яп. 三匹の侍: самбики но самурай; англ. Three Outlaw Samurai) — японский чёрно-белый фильм в жанре тямбара, которым популярный режиссёр Хидэо Гося дебютировал в большом кино в 1964 году. Фильм снят на основе поставленного им же одноимённого ТВ сериала 1963 года.

## Сюжет
Странствующий самурай-фехтовальщик Сакон Сиба идя по дороге находит кандзаси (женскую шпильку) и определяет направление в котором он намеревается идти далее. Впереди он видит мельницу, в которой Сиба решает остановиться на ночлег. На мельнице он обнаруживает троих крестьян, похитивших Аю, дочь Удзаэмона Мацуситы, местного наместника, который отказывается принять жалобу от голодающих бедняков. Отчаянные крестьяне обратились к похищению как к единственному способу привлечения внимания наместника, хотя Сиба быстро определяет, что они безнадёжно некомпетентны в своих начинаниях и решает до поры до времени не вмешиваться.
Но отец Аи заботится только о своём имидже перед князем, главой клана. Он отчаянно пытается разрешить ситуацию до того, как князь через десять дней намеревается проехать через их владения. Приказав своим людям убить крестьян, а также всё-таки взявшего их сторону Сакона Сибу и спасти свою дочь, он освобождает из своей тюрьмы самурая Кёдзюро Сакуру, предложив ему участвовать в убийстве бунтовщиков. Однако расправа с крестьянами не входит в планы Сакуры и он меняет сторону, присоединившись к Сибе для защиты крошечной мельницы, на которой в заложницах всё ещё находится дочь наместника.
Когда попытка освобождения дочери терпит неудачу, Мацусита начинает собирать группу из обездоленных и оборванных ронинов, готовых за определённую плату убить крестьян. Одним из помощников наместника является расчётливый, циничный Кикуё. Но он отказывается участвовать в убийстве крестьян, хотя скорее из безразличия, нежели принципиально («Борьба с крестьянами - это пустая трата моих навыков», - вздыхает он).
В ярости, что его власть подорвана, Мацусита соглашается пощадить крестьян и выслушать их жалобу после того, как они отпустят его дочь. Однако его слова ничего не стоят, и понимая это Кикуё в конечном счёте примкнёт к защищающим крестьян Сибе и Сакуре, потому что его собственное видение самурайского кодекса чести таково, что он не может далее прислуживать подлому наместнику. Вернувшаяся в замок своего отца, но не довольная Ая пересматривает всё, что видела и слышала. Она также переключает свою лояльность на протестующих самураев и защищаемых ими крестьян, начиная помогать им.
В финале трое отчаянных самураев вступают в схватку с превосходящими их количественно бойцами Мацуситы.

## В ролях
... На уровне формы перед нами - динамичный самурайский экшн с виртуозными поединками на мечах и первыми проявлениями того, что критик Александр Джейкоби называет отличительными чертами боевого стиля Гоши: "жестокий реализм в постановке боёв с акцентом на потоки крови и звуки металла, пронзающего плоть". На уровне содержания – атака на власть во всех её видах и прославление независимости и следования собственному кодексу в противовес устаревшим правилам. Ассоциации же с "нуаром" очевидны и в форме, и в содержании : тщательно продуманное чёрно-белое изображение (оператор Тадаши Сакаи), лаконичные диалоги и типичный для "hard-boiled school" бодрый пессимизм. Победа героев над негодяями ничего не меняет ни в их жизни, ни в существовании забитых и трусливых крестьян. Поэтому вместо триумфа сил добра в финале мы получаем ещё более укрепившихся в своём цинизме троих вечных странников...
- Тэцуро Тамба — Сакон Сиба
- Исаму Нагато — Кёдзюро Сакура
- Микидзиро Хира — Эйноскэ Кикуё
- Миюки Кувано — Ая
- Ёсико Каяма — Оясу
- Кёко Аой — Омицу
- Каматари Фудзивара — Дзимбэй
- Тацуя Исигуро — Удзаэмон Мацусита
- Дзюн Татара — Ясугоро
- Тосиэ Кимура — Оинэ
- Ёко Михара — Омаки
- Итиро Идзава — Тораносин Танабэ
- Хисаси Игава — Мосукэ

## Премьеры
— национальная премьера фильма состоялась 13 мая 1964 года.

## Ремейк
- «Великолепное трио» (кит. 邊城三俠, англ. The Magnificent Trio , букв. Три рыцаря приграничного города) — гонконгский фильм режиссёра Чжан Чэ 1966 года.